# Sommer-Universiade 2015/Badminton (Mannschaft)
Die Badmintonwettbewerbe der Sommer-Universiade 2015 fanden vom 6. bis zum 12. Juli 2015 in Hanium Culture Sports Center in Hwasun statt. Folgend die Ergebnisse der Mannschaften.

## Medaillengewinner
| Disziplin  | Gold | Silber | Bronze |
| ---------- | --- | --- | --- |
| Mannschaft | Südkorea Ko A-ra Jeon Hyeok-jin Kim Gi-jung Kim Hyo-min Kim Sa-rang Ko Sung-hyun Lee So-hee Lee Yong-dae Shin Seung-chan Son Wan-ho Sung Ji-hyun Yoo Hae-won | Volksrepublik China Fan Mengyan Gao Huan Hui Xirui Ou Dongni Qiao Bin Wang Yilu Xu Zuopeng Zhang Wen Zhang Zhijun | Thailand Bodin Isara Busanan Ongbumrungpan Chayanit Chaladchalam Jakkit Tuntirasin Jongkolphan Kititharakul Nipitphon Puangpuapech Phataimas Muenwong Porntip Buranaprasertsuk Rawinda Prajongjai Sermsin Wongyaprom Suppanyu Avihingsanon Tanongsak Saensomboonsuk |
| Mannschaft | Südkorea Ko A-ra Jeon Hyeok-jin Kim Gi-jung Kim Hyo-min Kim Sa-rang Ko Sung-hyun Lee So-hee Lee Yong-dae Shin Seung-chan Son Wan-ho Sung Ji-hyun Yoo Hae-won | Volksrepublik China Fan Mengyan Gao Huan Hui Xirui Ou Dongni Qiao Bin Wang Yilu Xu Zuopeng Zhang Wen Zhang Zhijun | Malaysia Daphne Ng Chiew Yen Erica Khoo Pei Shan Jagdish Singh Low Juan Shen Lyddia Cheah Yi Yu Arif Abdul Latif Mohd Ismail Muhammad Syawal Vountus Indra Mawan Ti Wei Chyi Zulfadli Zulkiffli Sannatasah Saniru Kumares Sylvia Kavita                             |

## Gruppenphase

### Gruppe A
| Platz | Team                | Pld | W | L | MF | MA | MD  | GF | GA | GD  | PF  | PA  | PD   | Pts | Qualifikation |  | CHN | POL | USA |
| ----- | ------------------- | --- | - | - | -- | -- | --- | -- | -- | --- | --- | --- | ---- | --- | ------------- |  | --- | --- | --- |
| 1     | Volksrepublik China | 2   | 2 | 0 | 10 | 0  | +10 | 20 | 0  | +20 | 420 | 182 | +238 | 2   | Q             |  | —   |     |     |
| 2     | Polen               | 2   | 1 | 1 | 5  | 5  | 0   | 10 | 10 | 0   | 325 | 347 | −22  | 1   | Q             |  |     | —   |     |
| 3     | Vereinigte Staaten  | 2   | 0 | 2 | 0  | 10 | −10 | 0  | 20 | −20 | 204 | 420 | −216 | 0   | Q             |  |     |     | —   |

### Gruppe B
| Platz | Team        | Pld | W | L | MF | MA | MD  | GF | GA | GD  | PF  | PA  | PD   | Pts | Qualifikation |  | JPN | FRA | PHI |
| ----- | ----------- | --- | - | - | -- | -- | --- | -- | -- | --- | --- | --- | ---- | --- | ------------- |  | --- | --- | --- |
| 1     | Japan       | 2   | 2 | 0 | 9  | 1  | +8  | 18 | 3  | +15 | 436 | 268 | +168 | 2   | Q             |  | —   |     |     |
| 2     | Frankreich  | 2   | 1 | 1 | 6  | 4  | +2  | 13 | 10 | +3  | 424 | 368 | +56  | 1   | Q             |  |     | —   |     |
| 3     | Philippinen | 2   | 0 | 2 | 0  | 10 | −10 | 2  | 20 | −18 | 231 | 455 | −224 | 0   | Q             |  |     |     | —   |

### Gruppe C
| Platz | Team              | Pld | W | L | MF | MA | MD  | GF | GA | GD  | PF  | PA  | PD   | Pts | Qualifikation |  | TPE | SRI | AUS |
| ----- | ----------------- | --- | - | - | -- | -- | --- | -- | -- | --- | --- | --- | ---- | --- | ------------- |  | --- | --- | --- |
| 1     | Chinesisch Taipeh | 2   | 2 | 0 | 10 | 0  | +10 | 20 | 0  | +20 | 420 | 204 | +216 | 2   | Q             |  | —   |     |     |
| 2     | Sri Lanka         | 2   | 1 | 1 | 3  | 7  | −4  | 6  | 15 | −9  | 292 | 394 | −102 | 1   | Q             |  |     | —   |     |
| 3     | Australien        | 2   | 0 | 2 | 2  | 8  | −6  | 5  | 16 | −11 | 284 | 398 | −114 | 0   | Q             |  |     |     | —   |

### Gruppe D
| Platz | Team     | Pld | W | L | MF | MA | MD  | GF | GA | GD  | PF  | PA  | PD   | Pts | Qualifikation |  | THA | IND | SUI |
| ----- | -------- | --- | - | - | -- | -- | --- | -- | -- | --- | --- | --- | ---- | --- | ------------- |  | --- | --- | --- |
| 1     | Thailand | 2   | 2 | 0 | 10 | 0  | +10 | 20 | 1  | +19 | 438 | 267 | +171 | 2   | Q             |  | —   |     |     |
| 2     | Indien   | 2   | 1 | 1 | 4  | 6  | −2  | 10 | 13 | −3  | 388 | 424 | −36  | 1   | Q             |  |     | —   |     |
| 3     | Schweiz  | 2   | 0 | 2 | 1  | 9  | −8  | 3  | 19 | −16 | 324 | 459 | −135 | 0   | Q             |  |     |     | —   |

### Gruppe E
| Platz | Team       | Pld | W | L | MF | MA | MD  | GF | GA | GD  | PF  | PA  | PD   | Pts | Qualifikation |  | INA | RUS | HKG | EST |
| ----- | ---------- | --- | - | - | -- | -- | --- | -- | -- | --- | --- | --- | ---- | --- | ------------- |  | --- | --- | --- | --- |
| 1     | Indonesien | 3   | 3 | 0 | 13 | 2  | +11 | 27 | 7  | +20 | 665 | 484 | +181 | 3   | Q             |  | —   |     |     |     |
| 2     | Russland   | 3   | 2 | 1 | 11 | 4  | +7  | 24 | 9  | +15 | 659 | 449 | +210 | 2   | Q             |  |     | —   |     |     |
| 3     | Hongkong   | 3   | 1 | 2 | 4  | 11 | −7  | 10 | 22 | −12 | 518 | 555 | −37  | 1   | Q             |  |     |     | —   |     |
| 4     | Estland    | 3   | 0 | 3 | 2  | 13 | −11 | 4  | 27 | −23 | 294 | 648 | −354 | 0   | Q             |  |     |     |     | —   |

### Gruppe F
| Platz | Team      | Pld | W | L | MF | MA | MD  | GF | GA | GD  | PF  | PA  | PD   | Pts | Qualifikation |  | MAS | FIN | BRA |
| ----- | --------- | --- | - | - | -- | -- | --- | -- | -- | --- | --- | --- | ---- | --- | ------------- |  | --- | --- | --- |
| 1     | Malaysia  | 2   | 2 | 0 | 10 | 0  | +10 | 20 | 1  | +19 | 440 | 254 | +186 | 2   | Q             |  | —   |     |     |
| 2     | Finnland  | 2   | 1 | 1 | 5  | 5  | 0   | 11 | 11 | 0   | 392 | 370 | +22  | 1   | Q             |  |     | —   |     |
| 3     | Brasilien | 2   | 0 | 2 | 0  | 10 | −10 | 1  | 20 | −19 | 232 | 440 | −208 | 0   | Q             |  |     |     | —   |

### Gruppe G
| Platz | Team        | Pld | W | L | MF | MA | MD  | GF | GA | GD  | PF  | PA  | PD   | Pts | Qualifikation |  | GER | CAN | BOT |
| ----- | ----------- | --- | - | - | -- | -- | --- | -- | -- | --- | --- | --- | ---- | --- | ------------- |  | --- | --- | --- |
| 1     | Deutschland | 2   | 2 | 0 | 9  | 1  | +8  | 18 | 3  | +15 | 415 | 205 | +210 | 2   | Q             |  | —   |     |     |
| 2     | Kanada      | 2   | 1 | 1 | 6  | 4  | +2  | 13 | 8  | +5  | 358 | 293 | +65  | 1   | Q             |  |     | —   |     |
| 3     | Botswana    | 2   | 0 | 2 | 0  | 10 | −10 | 0  | 20 | −20 | 145 | 420 | −275 | 0   | Q             |  |     |     | —   |

### Gruppe H
| Platz | Team                   | Pld | W | L | MF | MA | MD  | GF | GA | GD  | PF  | PA  | PD   | Pts | Qualifikation |  | KOR | GBR | UGA |
| ----- | ---------------------- | --- | - | - | -- | -- | --- | -- | -- | --- | --- | --- | ---- | --- | ------------- |  | --- | --- | --- |
| 1     | Südkorea               | 2   | 2 | 0 | 10 | 0  | +10 | 20 | 1  | +19 | 437 | 212 | +225 | 2   | Q             |  | —   |     |     |
| 2     | Vereinigtes Königreich | 2   | 1 | 1 | 5  | 5  | 0   | 11 | 10 | +1  | 356 | 322 | +34  | 1   | Q             |  |     | —   |     |
| 3     | Uganda                 | 2   | 0 | 2 | 0  | 10 | −10 | 0  | 20 | −20 | 161 | 420 | −259 | 0   | Q             |  |     |     | —   |

## Endrunde
| Viertelfinale | Viertelfinale       | Viertelfinale |                     |   | Halbfinale | Halbfinale | Halbfinale |  |  | Finale | Finale | Finale |
|               |                     |               |                     |   |            |            |            |  |  |        |        |        |
|               | Volksrepublik China | 3             |                     |   |            |            |            |  |  |        |        |        |
|               | Japan               | 0             |                     |   |            |            |            |  |  |        |        |        |
|               | Japan               | 0             | Volksrepublik China | 3 |            |            |            |  |  |        |        |        |
|               |                     |               | Volksrepublik China | 3 |            |            |            |  |  |        |        |        |
|               |                     | Thailand      | 1                   |   |            |            |            |  |  |        |        |        |
|               | Taiwan              | Thailand      | 1                   | 2 |            |            |            |  |  |        |        |        |
|               |                     |               |                     | 2 |            |            |            |  |  |        |        |        |
|               | Thailand            | 3             |                     |   |            |            |            |  |  |        |        |        |
|               | Thailand            | 3             | Volksrepublik China | 0 |            |            |            |  |  |        |        |        |
|               |                     |               |                     | 0 |            |            |            |  |  |        |        |        |
|               |                     | Südkorea      | 3                   |   |            |            |            |  |  |        |        |        |
|               | Indonesien          | Südkorea      | 3                   | 2 |            |            |            |  |  |        |        |        |
|               |                     |               |                     | 2 |            |            |            |  |  |        |        |        |
|               | Malaysia            | 3             |                     |   |            |            |            |  |  |        |        |        |
|               | Malaysia            | 3             | Malaysia            | 0 |            |            |            |  |  |        |        |        |
|               |                     |               | Malaysia            | 0 |            |            |            |  |  |        |        |        |
|               |                     | Südkorea      | 3                   |   |            |            |            |  |  |        |        |        |
|               | Deutschland         | Südkorea      | 3                   | 0 |            |            |            |  |  |        |        |        |
|               |                     |               |                     | 0 |            |            |            |  |  |        |        |        |
|               | Südkorea            | 3             |                     |   |            |            |            |  |  |        |        |        |

## Endstand
| Platz | Team                   |
| ----- | ---------------------- |
| 1     | Südkorea               |
| 2     | Volksrepublik China    |
| 3     | Thailand               |
| 3     | Malaysia               |
| 5     | Indonesien             |
| 5     | Chinesisch Taipeh      |
| 5     | Deutschland            |
| 5     | Japan                  |
| 9     | Indien                 |
| 10    | Vereinigtes Königreich |
| 11    | Russland               |
| 11    | Frankreich             |
| 13    | Kanada                 |
| 13    | Finnland               |
| 13    | Polen                  |
| 13    | Sri Lanka              |
| 17    | Schweiz                |
| 18    | Hongkong               |
| 19    | Uganda                 |
| 19    | Vereinigte Staaten     |
| 20    | Australien             |
| 20    | Brasilien              |
| 20    | Philippinen            |
| 20    | Botswana               |
| 25    | Estland                |